# Centro Municipal de Cultura, Arte e Lazer Lupicínio Rodrigues
O Centro Municipal de Cultura, Arte e Lazer Lupicínio Rodrigues, construído na administração do prefeito Guilherme Socias Villela, é um centro cultural da cidade de Porto Alegre, Brasil, mantido pela Prefeitura Municipal. Localiza-se na Av. Erico Verissimo, 307.
Foi criado no início dos anos 70, quando a Prefeitura Municipal desenvolveu o Projeto Renascença, que incluía uma escola de criatividade. Este projeto deu origem ao atual centro cultural, um amplo edifício com 3.636,32 m² com projeto de Edgar do Valle e Sérgio Matte, inaugurado em 11 de novembro de 1978, com a presença do presidente Ernesto Geisel e demais autoridades. O seu nome atual homenageia o conhecido músico gaúcho Lupicínio Rodrigues.
No centro funcionam o Atelier Livre, a Biblioteca Pública Municipal, um saguão de exposições e dois teatros, a Sala Álvaro Moreyra e o Teatro Renascença.